# North of North
North of North è una serie televisiva comica canadese trasmessa per la prima volta su CBC, APTN e Netflix nel 2025.
Anna Lambe interpreta Siaja, una giovane donna Inuk nella piccola comunità immaginaria artica canadese di Ice Cove, sulla Isola del Principe di Galles nel Nunavut.
Il 29 aprile 2025, la serie è stata rinnovata per una seconda stagione.

## Trama
Una giovane madre Inuk cerca di reinventarsi dopo una rottura spontanea e resa pubblica dal suo matrimonio con il ragazzo d'oro di una piccola e unita cittadina artica. Deve affrontare gli alti e bassi imprevedibili e spesso esilaranti che accompagnano le relazioni, la maternità, un nuovo lavoro e la ricerca della propria strada.

## Personaggi
- Siaja, interpretata da Anna Lambe.[5] Una giovane madre Inuk che si è sposata subito dopo il liceo e vuole uscire dalla routine in cui si è ritrovata. È una persona dolce e genuina, ma anche un po' goffa. Sebbene determinata, la sua ambizione è spesso ostacolata dalla sua natura goffa.
- Helen, interpretata da Mary Lynn Rajskub.[6] La direttrice della città.
- Bun, interpretata da Keira Cooper.[7] La figlia di Siaja.
- Neevee, interpretata da Maika Harper.[7] La madre di Siaja che l'ha cresciuta da sola. È un'alcolista in via di guarigione, dal carattere duro e con un pungente senso dell'umorismo, che non ha paura di dire le cose come stanno. Gestisce un negozio di alimentari locale.
- Alistair, interpretato da Jay Ryan.[8] II padre separato di Siaja. È un ricercatore per un'azienda che vuole costruire un centro di ricerca a Ice Cove. Solo di recente ha scoperto l'esistenza di Siaja. Sembra che provi ancora dei sentimenti per Neevee.
- Kuuk, interpretato da Braeden Clarke.[7] Un ricercatore e assistente di Alistair. È l'interesse amoroso di Siaja, la situazione è complicata dalla sua relazione altalenante con la fidanzata Alexis.
- Ting, interpretato da Kelly William.[9] Marito di Siaja e "ragazzo d'oro" locale.
- Millie, interpretata da Zorga Qaunaq.[10] Amica di Siaja.
- Colin, interpretato da Bailey Poching.[7] Un uomo Māori e amico di Siaja che gestisce la stazione radio locale.
- Elisapee, interpretata da Nutaaq Doreen Simmonds.[7] Collega di Siaja.
- Nuliajuk, interpretata da Tanya Tagaq.[11]
- Jeffrey, interpretato da Vincent "Vinnie" Karetak.[12] Il proprietario della discarica locale, che svolge anche molti altri lavori per la città.
- Alexis, interpretata da Taylor Hickson. La fidanzata di Kuuk.

## Produzione
La serie è stata creata da Stacey Aglok MacDonald e Alethea Arnaquq-Baril. I registi includono Anya Adams, Danis Goulet, Zoe Leigh Hopkins, Lisa Jackson, Renuka Jeyapalan e Aleysa Young.
Le riprese sono iniziate a Iqaluit, Nunavut, il 14 marzo 2024 e sono terminate a giugno 2024. L'Iqaluit Curling Club è stato trasformato in un teatro di posa con i set interni per le riprese poiché non c'è uno studio di ripresa nelle vicinanze. La Red Marrow Media di Aglok MacDonald e Arnaquq-Baril sta lavorando per creare uno studio permanente, ma non è stato ancora pronto in tempo per la prima stagione dello show.
Debra Hanson e Nooks Lindell hanno lavorato come costumisti nella serie. Si sono concentrati sugli artigiani e sugli stilisti Inuit locali per reperire gli abiti, le scarpe e i gioielli indossati dai personaggi. "Per noi era davvero importante che i nostri parka e tutti gli articoli tradizionali fossero realizzati qui nel Nunavut, da artisti Inuit ", afferma Aglok MacDonald. "Hanno dovuto andare fino ai confini dell'Artico per creare i magnifici costumi che la gente vedrà sullo schermo, che sono diversi da qualsiasi cosa mai vista prima."
Arnaquq-Baril ha detto di essere stata sopraffatta dal sostegno del Nunavummiut. "Riceviamo messaggi da persone provenienti da tutta la comunità che sono semplicemente entusiaste di farne parte perché una gran parte della comunità è nel nostro show, sullo schermo e lavora anche dietro le quinte." Iqaluit è anche la città natale di Anna Lambe, che interpreta Siaja. Ha detto: "La gente veniva costantemente ad abbracciarmi e a dirmi quanto fossero orgogliosi di me e quanto fosse emozionante questo per il Nunavut, per il cinema e la televisione Inuit e indigeni. Non avrei voluto girarlo da nessun'altra parte perché la dimostrazione di amore e sostegno che abbiamo ricevuto è stata così motivante".
La serie è stata presentata in anteprima in Canada su APTN e CBC il 7 gennaio 2025, e in anteprima a livello globale su Netflix il 10 aprile 2025. North of North è stato rinnovato per una seconda stagione nell'aprile 2025.

## Episodi
| nº | Titolo originale        | Titolo italiano                | Prima TV Canada  | Distribuzione Italia |
| -- | ----------------------- | ------------------------------ | ---------------- | -------------------- |
| 1  | Top of the World        | Sul tetto del mondo            | 7 gennaio 2025   | 10 aprile 2025       |
| 2  | No Freeloading          | Non si scrocca                 | 7 gennaio 2025   | 10 aprile 2025       |
| 3  | Dumpcano                | Incendio in discoteca          | 14 gennaio 2025  | 10 aprile 2025       |
| 4  | Joy to the Effing World | Gioia in questo ca**o di mondo | 21 gennaio 2025  | 10 aprile 2025       |
| 5  | Walrus Dick Baseball    | La partita di baseball         | 28 gennaio 2025  | 10 aprile 2025       |
| 6  | Carnivores              | Carnivori                      | 4 febbraio 2025  | 10 aprile 2025       |
| 7  | Lost and Found          | Chi cerca trova                | 11 febbraio 2025 | 10 aprile 2025       |
| 8  | Bad Influences          | Influenze negative             | 18 febbraio 2025 | 10 aprile 2025       |

## Accoglienza e riconoscimenti

### Critica
The Hollywood Reporter ha definito lo spettacolo un "viaggio caldo e piacevole nel gelido nord del Canada", pur notando che la serie tocca anche argomenti più seri, tra cui il trauma persistente delle scuole residenziali e delle separazioni tra bambini e famiglie.